# Кирдяпины-Шуйские
Кирдяпины-Шуйские — угасший русский княжеский род, происходящий от князей Суздальских. Рюриковичи.
Род внесён в Бархатную книгу. Старшая ветвь князей Шуйских, потомки Василия Дмитриевича Кирдяпы. Представители этой ветви наиболее ярко проявили себя в истории России среди других ветвей. Скопины-Шуйские также входят в эту ветвь.
Потомки Кирдяпы носили общую фамилию Шуйский. Кирдяпин-Шуйский есть скорее подчёркнутая идентификация принадлежности именно к старшей ветви, нежели фамилия.

## Известные представители
| №                                                                              | Имя, Отчество                           | № отца                                | Примечания |
| Поколенная роспись по М. Г. Спиридову                                          | Поколенная роспись по М. Г. Спиридову   | Поколенная роспись по М. Г. Спиридову | Поколенная роспись по М. Г. Спиридову |
| ------------------------------------------------------------------------------ | --------------------------------------- | ------------------------------------- | --- |
| 1                                                                              | Василий Дмитриевич Кирдяпа              |                                       | Родоначальник, князь Суздальский и Нижегородский (ум. 1403). |
| 2                                                                              | Иван Васильевич Кирдяпин-Суздальский    | 1                                     | Умер в 1417 году. |
| 3                                                                              | Юрий Васильевич Шуйский                 | 1                                     | Родоначальник старшей ветви князей Шуйские. Имел также прозвание Большой. По владению городом Шуя, он и его потомки получили фамилию князья Шуйские.                                                                                |
| 4                                                                              | Юрий Васильевич Меньшой                 | 1                                     | В Бархатной книге и поколенной росписи поданной в 1682 году в Палату родословных дел не указан. Упомянут у А. Б. Лобанова-Ростовского.                                                                                              |
| 5                                                                              | Фёдор Васильевич Суздальский            | 1                                     | Бездетный |
| 6                                                                              | Даниил Васильевич Суздальский           | 1                                     | Убит в 1412 году в битве под Лысковым. |
| 7                                                                              | Александр Иванович Брюхатый-Суздальский | 2                                     | Женат (после 1433 года) на дочери великого князя Василия I Дмитриевича — княжне Василисе Васильевне. В 1436 году послан первым воеводой плавной рати и на бою с Вятичами на Волге близ Ярославля взят ими в плен и отвезён в Вятку. |
| 8                                                                              | Иван Юрьевич                            | 4                                     | Известен по родословным |
| 9                                                                              | Семён Александрович Суздальский         | 7                                     | Бездетный. |
| Род князей Кирдяпины-Шуйские угас                                              |                                         |                                       | |
| В Бархатной книге указано продолжение рода (все указаны в родословной Шуйских) |                                         |                                       | |
| 10                                                                             | Василий Юрьевич                         | 3                                     | Воевода. |
| 11                                                                             | Фёдор Юрьевич                           | 3                                     | В 1470 году первый воевода в Пскове. В 1471 году указал ему государю идти самому или послать сына с псковским войском на бунтующих новгородцев.                                                                                     |
| 12                                                                             | Василий Васильевич Бледный              | 10                                    | Воевода и наместник. |
| 13                                                                             | Михаил Васильевич                       | 10                                    | В 1492—1495 годах участвовал в государевых новгородских походах. |
| 14                                                                             | Юрий Васильевич                         | 12                                    | Умер маленьким. |
| 15                                                                             | Иван Васильевич Хрен                    | 12                                    | Воевода, бездетный |
| 16                                                                             | Иван Васильевич Скопа                   | 12                                    | Родоначальник князей Скопины-Шуйские. |